# Powderham Castle
Powderham Castle er en befæstet herregård, der ligger i sognet Powderham, i herredet Exminster, omkring 10 km syd for byen Exeter 0,5 km fra landsbyen Kenton, Devon, England. Den ligger på den vestlige bred af floden Exe, hvor bifloden Kenn flyder sammen med Exe.
Den middelalderlige kerne af bygningen stammer fra 1390, men den er siden udvidet af flere omgange, særligt i 1700- og 1800-tallet. Den er fortsat hjem for Courtena-familien, jarlerne af Devon.
Selve Powderham Castle er en listed building af første grad, mens den omkringliggende park og have er listed af anden grad hos National Register of Historic Parks and Gardens.